# Eurosif
Das European Sustainable Investment Forum, kurz Eurosif, ist eine europaweite Organisation zur Förderung von ethischem Investment mit Sitz in Brüssel. Eurosif ist ein Zusammenschluss nationaler nachhaltiger Investitions-Fora (sustainable investment fora – SIF), welche über 400 europabasierter Mitglieder umfasst. Die Mitgliederorganisationen entstammen der Nachhaltigkeits-Wertschöpfungskette und umfassen institutionelle Investoren, Vermögensverwalter, Finanzdienstleister, Indexprovider sowie ESG (environmental, social und governmental)-Forschungs- und -Analyse-Unternehmungen. Eurosif finanziert sich durch Zuwendungen von öffentlichen Stellen, wie zum Beispiel der Europäischen Kommission, und Mitgliederbeiträgen.
Die Organisation publiziert zweijährlich Fragebogen-basierte Studien zu ethischem Investment. Die Studien verfolgen das Wachstum des europäischen ethischen Investmentmarktes und decken dreizehn europäische Märkte ab. Diese sind Österreich, Belgien, Dänemark, Finnland, Frankreich, Deutschland, Italien, die Niederlande, Polen, Spanien, Schweden, die Schweiz und das Vereinigte Königreich. Die etwa dreihundert Institutionen, welche 2018 die Fragebögen ausgefüllt an Eurosif zurückgesendet haben, verwalten circa zwanzig Billionen Euro, was etwa 80 % aller verwalteten Vermögen in Europa entspricht.

## Klassifizierung von ethischen Investment-Ansätzen
Die Organisation unterscheidet zwischen sieben Ansätzen zur Umsetzung von ethischem Investment:
1. nachhaltigkeitsorientierte Investments (Sustainability themed investments)
2. Best-in-Class Selektion von Investments (Best-in-Class investment selection)
3. Ausschlussverfahren (Exclusion of holdings from investment universe)
4. normbasiertes Screening (Norms-based screening)
5. Integration von ESG-Faktoren in die Finanzanalyse (Integration of ESG factors in financial analysis)
6. Engagement und Stimmrechtsausübung (Engagement and voting on sustainability matters)
7. Impact Investment (Impact investing)

Andere Organisationen wie die High-Level Expert Group on Sustainable Finance verwenden für das ethische Investment ähnliche, jedoch teilweise leicht abweichende Klassifizierungen.